# پالایشگاه گاز خانگیران

نمایی از سردرب قدیمی

نمایی از سردرب کنونی

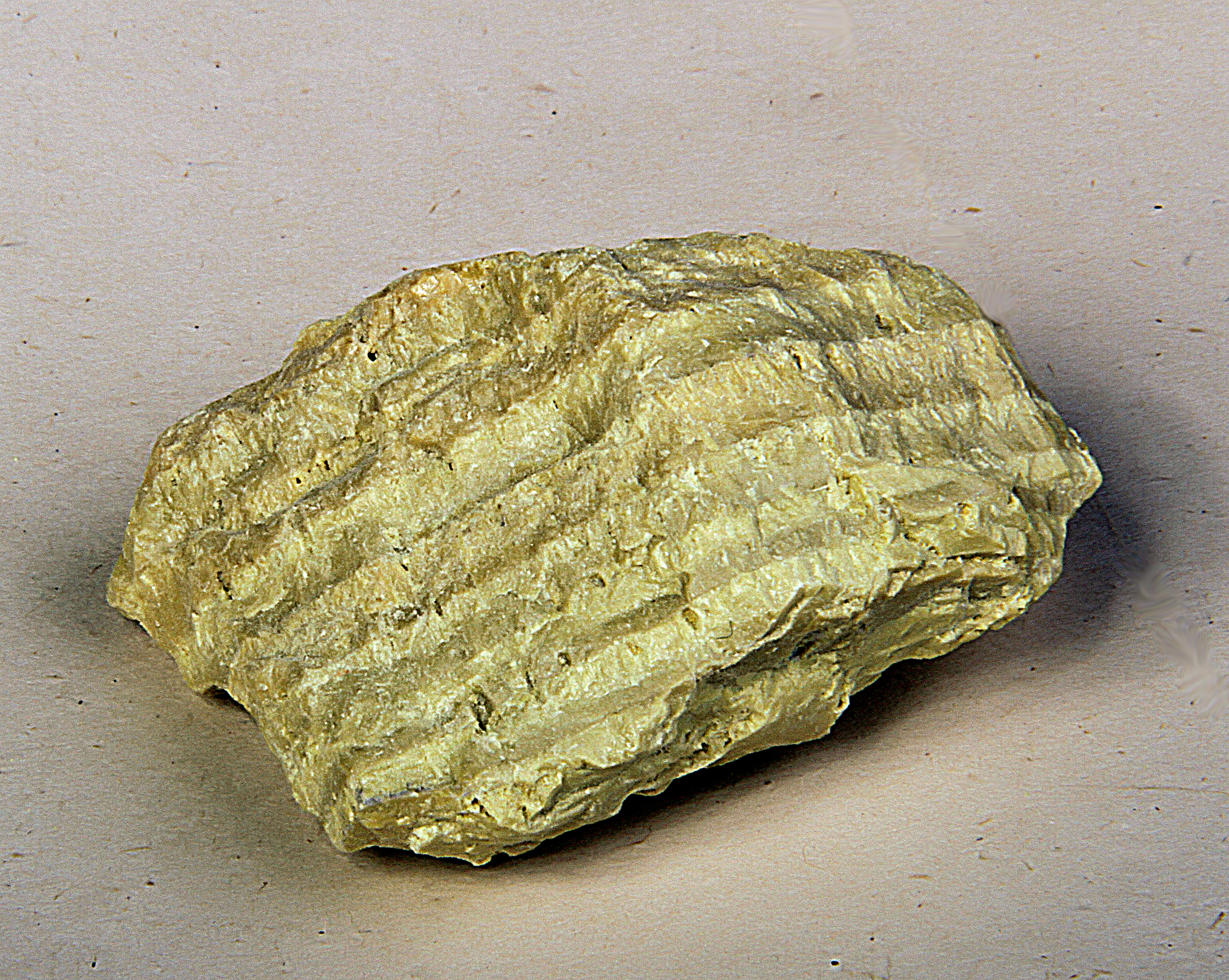
گوگرد، خانگیران، سرخس.

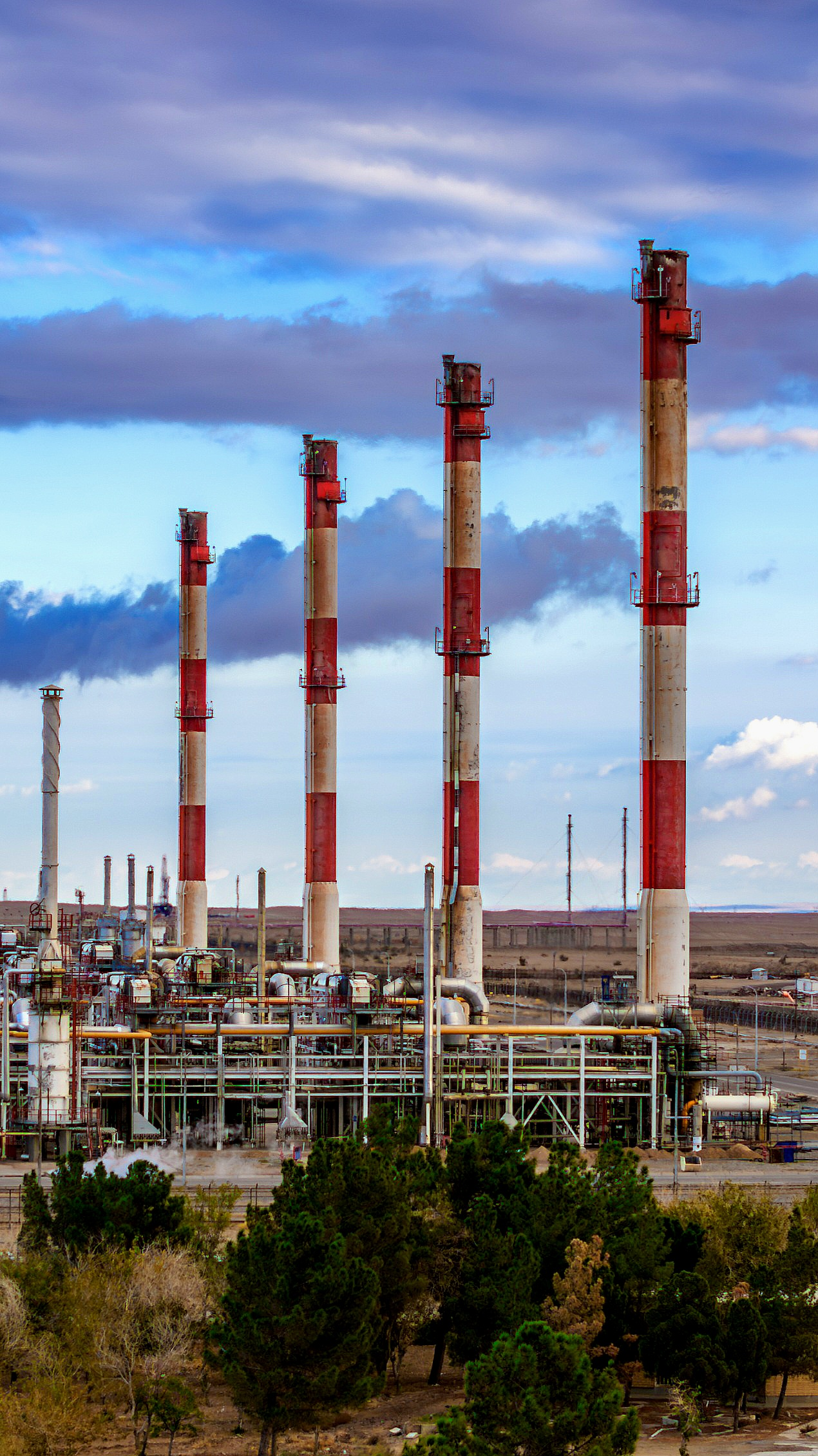

پالایشگاه گاز شهید هاشمی‌نژاد معروف به پالایشگاه گاز خانگیران، یکی از نخستین پالایشگاه‌های گاز کشور ایران است که در شهرستان سرخس واقع در استان خراسان رضوی قرار دارد. فعالیت اکتشافی در سال ۱۳۳۱ در منطقهٔ خانگیران به وقوع پیوست و نخستین چاه در سال ۱۳۴۱ به مخزن گاز شیرین شوریجه رسید و نوید طرح و اجرای تأسیسات گاز در این منطقه معنا پیدا کرد. تأسیسات نم‌زدایی جمالی‌نیا با تأمین خوراک از مخزن گاز شوریجه در سال ۱۳۵۲ به بهره‌برداری رسید و گاز مصرفی بخش محدودی از شهر مشهد از طریق یک خط لولهٔ ۱۶ اینچی ارسال گردید.
کشف مخزن بزرگ مزدوران در عمق ۳٬۷۰۰ متری زمین شهرتی جهانی به منطقهٔ خانگیران بخشید و به‌عنوان یک مخزن بزرگ و مستقل گاز بر روی تلکس خبرگزاری‌های جهان قرار گرفت.
مخازن گازی منطقهٔ خانگیران شهرستان سرخس شامل ۳ مخزن گاز شیرین با استعداد باقی‌مانده تولید ۱۷ میلیارد متر مکعب و یک مخزن گاز ترش عظیم با استعداد باقی‌مانده تولید ۳۰۰ میلیارد متر مکعب می‌باشد.
بهره‌برداری از منابع گاز شیرین خانگیران در سال ۱۳۵۲ با ۳ حلقه چاه انجام گرفت و در سال ۱۳۶۲ بهره‌برداری از مخزن گاز ترش مزدوران هم‌زمان با راه‌اندازی پالایشگاه گاز شهید هاشمی‌نژاد با ۶ حلقه چاه آغاز گردید. مخزن گاز ترش مزدوران حاوی ۵٫۳٪ گاز بسیار سمی و خطرناک سولفید هیدروژن (H2S) و ۵٫۶٪ گاز دی‌اکسید کربن (CO۲) می‌باشد؛ و مشابه این مخزن تعداد محدودی در حجم بالای تولید در سطح جهانی فعال است که از آن جمله به کشور کانادا می‌توان اشاره کرد.
با توجه به‌وجود ذخایر عظیم گاز در نقاط مرزی کشور همسایه، مطالعات اکتشافی از جمله لرزه‌نگاری سه‌بعدی که یکی از پیشرفته‌ترین روش‌های اکتشافی نفت‌وگاز می‌باشد در منطقهٔ مرزی سرخس توسط یک شرکت چینی انجام گرفته و بر مبنای نتایج مطالعات مزبور انجام برخی حفاری‌های اکتشافی نیز در نقاط مرزی و دشت سرخس در دستور کار قرار گرفته که نخستین چاه اکتشافی/تحدیدی نیز حفاری شده‌است.
عملیات اجرایی پالایشگاه گاز خانگیران در سال ۱۳۵۴ آغاز و در سال ۱۳۵۷ به دلیل تقارن با پیروزی انقلاب اسلامی متوقف و در نهایت با یک وقفه سه ساله در دههٔ فجر سال ۱۳۶۲ با حضور ریاست جمهور وقت، سید علی خامنه‌ای این پالایشگاه شروع به کار کرد. مدیران عامل از ابتدا، ۱- مهندس جمالی‌نیا ۲-مهندس ستوده ۳-مهندس عبدالحسین ثمره‌ای ۴-مهندس شبیری ۵-مهندس مسعود حسنی ۶-مهندس امام ۷-مهندس نجفی ۸-مهندس مسعود حسنی ۹-مهندس ناصر اسلامی ۱۰-مهندس سیدمجید منبتی ۱۱-مهندس یحیی فیضی (مدیرعامل کنونی)
در فروردین سال ۱۳۶۶ حادثهٔ مشکوک انفجار پالایشگاه خانگیران منجر به زخمی شدن چند نفر و فوت یکی از کارکنان آن شد.